# Natrium-O-ethyldithiocarbonat
Natrium-O-ethyldithiocarbonat ist eine chemische Verbindung aus der Gruppe der Organoschwefelverbindungen.

## Gewinnung und Darstellung
Natrium-O-ethyldithiocarbonat kann wie die meisten Xanthogenate durch Behandlung von Natriumethoxid mit Kohlenstoffdisulfid hergestellt werden.

## Eigenschaften
Natrium-O-ethyldithiocarbonat ist ein hellgelber Feststoff mit unangenehmem, schwefelkohlenstoffartigem Geruch, der leicht löslich in Wasser ist. Er zersetzt sich bei Erhitzung.

## Verwendung
Natrium-O-ethyldithiocarbonat wird in der Gewinnung von Kupfer- und anderen Metallerzen durch Flotation verwendet.